# Земо-Болниси
Земо-Болниси (груз. ზემო ბოლნისი, азерб. İncəoğlu) — село Болнисского муниципалитета, края Квемо-Картли Грузии со 100 %-ным азербайджанским населением. Находится в юго-восточной части Грузии, на территории исторической области Борчалы.

## История

### Топоним
В 1990—1991 годах, в результате изменения руководством Грузии исторических топонимов населённых пунктов этнических меньшинств в регионе, название села Инджеоглу («азерб. İncəoğlu») было изменено на Шуа-Болниси, позднее переименовано в Земо-Болниси.
Топоним села по одной из версий происходит от названия огуз-сельджук-туркманского племени Инджеоглу («азерб. İncəoğlu»), а по другой версии от названия кыпчакского племени Эндже («азерб. Əncə»).

## География
Село находится на левом берегу реки Болнисисцкали, в 12 км от районного центра Болниси, на высоте 615 метров от уровня моря.

## Население
По данным Государственного статистического комитета Грузии, согласно официальной переписи 2002 года, численность населения села Шуа-Болниси составляет 618 человек и на 100 % состоит из азербайджанцев.
Согласно переписи населения 2014 года численность населения села Земо-Болниси составила 365 человек.

## Экономика
Население в основном занимается овцеводством, скотоводством и овощеводством.

## Достопримечательности
- Средняя школа[8] - была построена в 1927 году.[6]

## Известные уроженцы
- Рамин Мусаев - президент Профессиональной футбольной лиги Азербайджана[9]
- Тенгизхан Мусаев - профессор[6]
- Ильхам Мусаев - профессор[6]
- Тофик Ягублу - заместитель председателя партии Мусават в Азербайджане.[10]